# Heinz Auerswald
Heinz Auerswald, född 26 juli 1908 i Berlin, död 5 december 1970 i Düsseldorf, var en tysk promoverad jurist och underofficer i SS. Han var kommissarie för Warszawas getto, formellt benämnt Judiska distriktet i Warszawa, från april 1941 till november 1942. Därefter var han under en kort tid Kreishauptmann (förvaltningschef) i Ostrów Wielkopolski och 1943 överfördes han till Wehrmacht.